# Crema inglesa

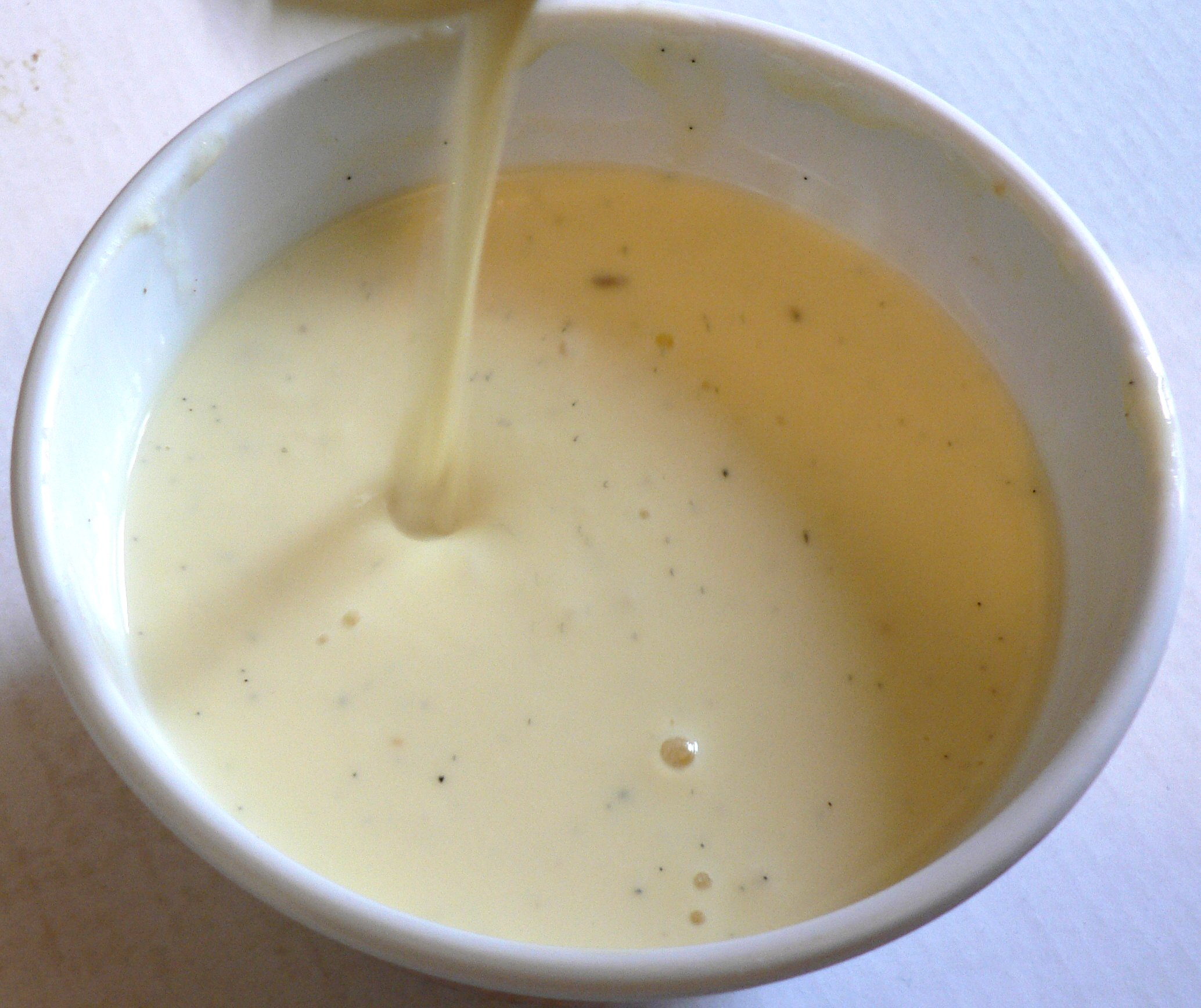
Crème anglaise. Nota: las manchas obscuras son los granos de vanilla.

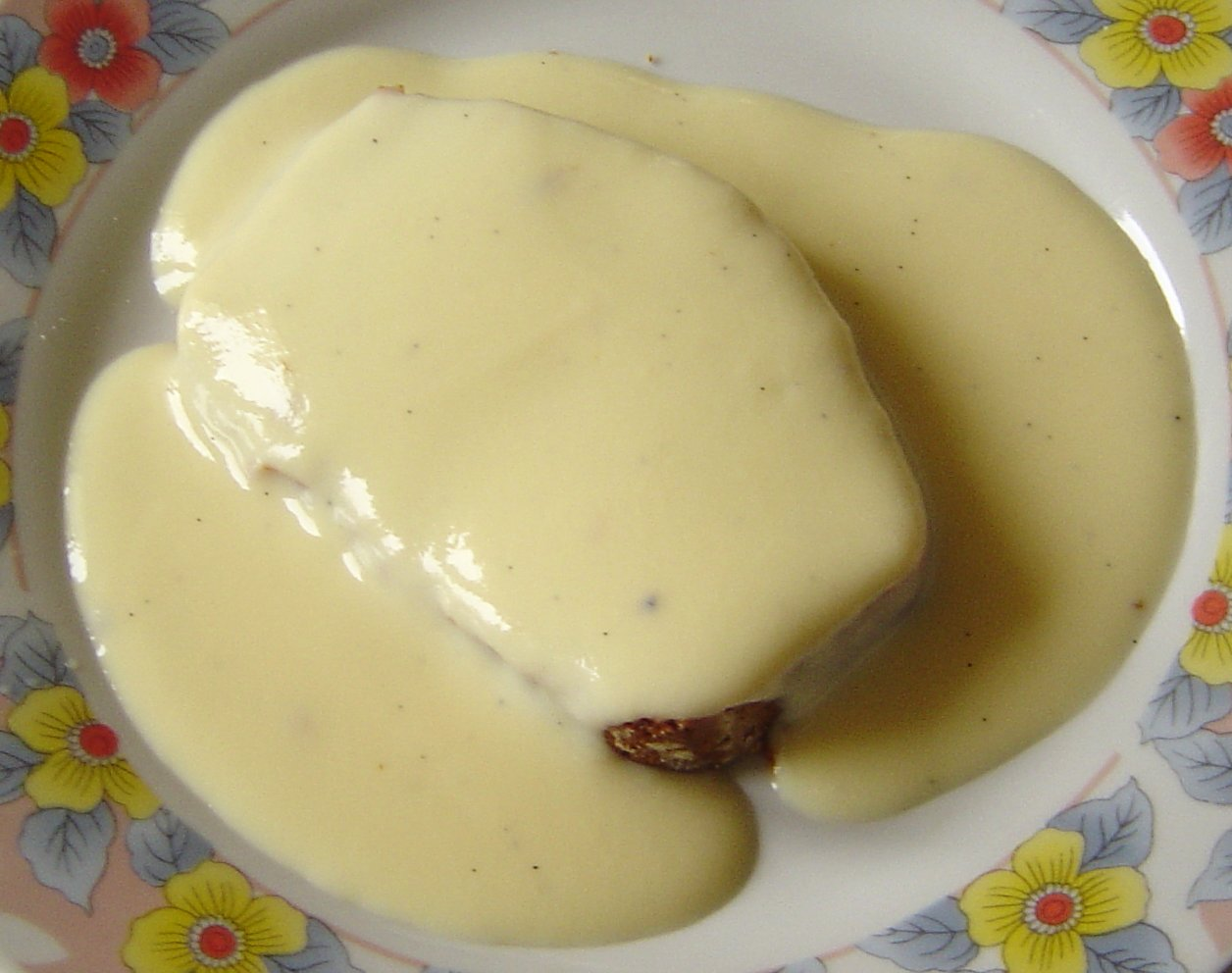
Crème anglaise sobre una rebanada de pain d'épices.

La crema inglesa (del francés crème anglaise) es un alimento preparado con yema de huevo, azúcar y leche, de textura más o menos líquida, aromatizada normalmente con vainilla aunque también se utiliza chocolate o café. Es de origen francés y se emplea en la repostería de la cocina inglesa. Otros nombres son: 'crème à l'anglaise' y 'crème française'.
Esta crema también es utilizada como base para la crème brûlée y también como una base láctea para hacer helados.

## Elaboración

### Ingredientes
| Cantidad | Unidad | Ingrediente  |
| -------- | ------ | ------------ |
| 125      | ml     | nata         |
| 125      | ml     | leche entera |
| 1        | vaina  | vainilla     |
| 40       | g      | yemas        |
| 50       | g      | azúcar       |

### Preparación
1. Juntar la nata con la leche dentro de una cacerola pequeña.
2. Añadir la vaina de la vainilla abierta, y llevar al fuego hasta que la mezcla esté caliente. No debe hervir.
3. Retirar del fuego y dejar reposar durante 20 minutos.
4. Batir las yemas con el azúcar en otro recipiente hasta que aumenten de volumen y se vuelvan blancas.
5. Colar la mezcla de nata y leche infusionadas, volcarlo sobre las yemas batidas y mezclar bien.
6. Llevar al fuego hasta que la crema alcance los 84 °C, removiendo constantemente para que no se pegue.
7. Para saber si el punto de cocción es óptimo, sumergir la espátula en la mezcla, extraer y hacer una línea con el dedo sobre ella. Si el dibujo se mantiene, el punto de cocción es correcto.
8. Dejar enfriar la crema.[3]

## Análisis de la textura

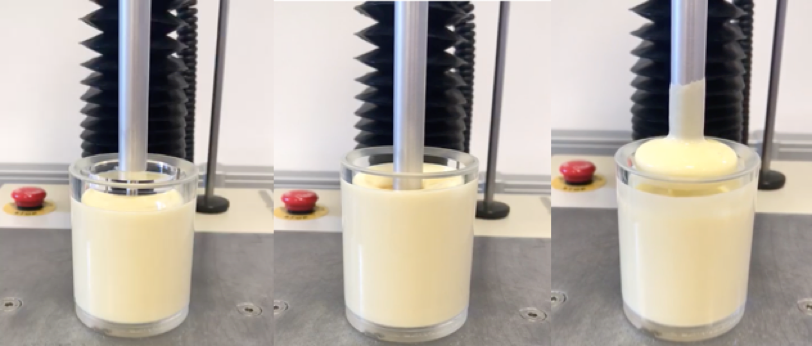
Texturómetro.

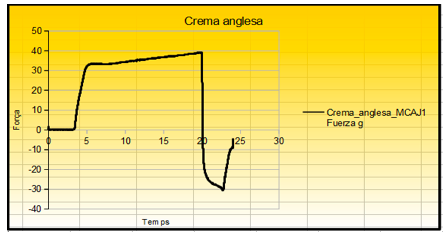
Gráfico texturométrico de la crema inglesa.

En la crema inglesa, al tener la textura cremosa y no tener fracturabilidad, sólo podemos medir los siguientes parámetro con el texturómetro:
- Firmeza: se refiere a la estabilidad de la masa, a su solidez.
- Consistencia: su resistencia a roturas y deformaciones.
- Cohesividad: la resistencia que tiene la crema inglesa en la segunda "deformación" que lleva a cabo el texturómetro, en relación con la primera.
- Índice de viscosidad: se refiere al espesor de la crema.